# Acalypha inaequilatera
Acalypha inaequilatera là một loài thực vật có hoa trong họ Đại kích. Loài này được Cardiel mô tả khoa học đầu tiên năm 1994.